# 古出古儿
古出古儿（蒙古语轉寫：Küčügür，羅馬化：Kūchūkūr，见《史集》）是13世纪初蒙古帝国的千户长之一，出身别速惕氏，《元朝秘史》等汉文史料中记作窟出古儿、古出古儿。他的兄长迭该也同样担任千户长。

## 生平
别速惕氏在蒙古中属于弱小氏族，12世纪末时从属于蒙古孛儿只斤氏的支族泰赤乌氏。古出古儿一族在铁木真崛起前，一直为泰赤乌氏效力。《史集》记载，古出古儿的父亲被泰赤乌氏族人杀害后，其母拜都儿哈敦担忧儿子们的前途，决定向与泰赤乌氏对立、素有“善待寡妇孤儿”声誉的乞颜·孛儿只斤氏首领铁木真求助。当拜都儿哈敦带着两个儿子迭该和古出古儿投奔铁木真时，铁木真热情接待了他们，不仅封拜都儿哈敦为达尔罕，还表示“孤儿们的未来也应成为达尔罕”。关于这一时期古出古儿的职务，《史集》称他为牧马人，《元朝秘史》则记载他担任造车工匠。塔塔儿部的失吉忽图忽十五岁时险些失踪，当时正值冬季，古出古儿负责率领移动的斡耳朵（汗帐）前行。失吉忽图忽见到鹿群后，认为大雪中鹿难以逃脱，便请求追猎，古出古儿应允。但失吉忽图忽入夜未归，成吉思汗得知后用车轴责罚了古出古儿，好在失吉忽图忽最终在成吉思汗就寝前返回。
1206年，成吉思汗统一蒙古高原后创立千户制度，任命为95名千户长，迭该与古出古儿兄弟分别被任命为千户长，古出古儿在功臣表中位列第34位。成吉思汗命令迭该聚集离散的别速惕氏组成千户，古出古儿则与札答兰氏的木勒合勒忽，一同奉命“因分配的百姓不足，需从各处召集零散部众”来组建千户。古出古儿长期担任博爾赤（庖厨官），年老后将职位让给许兀慎部的孛罗忽勒，后又由巴牙兀惕部的翁古儿继承，但让位时间不详。此后，迭该率领的别速惕氏千户被划归成吉思汗第三子窝阔台，而古出古儿家族则世代效力于拖雷家族。

## 别速惕氏拜都儿哈敦家族
- 拜都儿哈敦（Baydar Qatun、Bāīdar khātūn、بایدر خاتون），迭该、库楚古尔的母亲
  - 迭哥官人（Degei Noyan、Dūkāدوکا），拜都儿哈敦之子，曾任窝阔台汗国的王傅之一
    - 兀都亦（Udui、Ūdūī、اودوی），效力于窝阔台家族的只必帖木儿，官至万户长

  - 古出古儿（Küčügür、Kūchūkūr、کوچوکور），迭哥官人之弟，成吉思汗时期的千户长之一
    - 不儿塔臣·豁儿赤（Burtǰin Qorči、بورتجین قورچی），古出古儿之子，成吉思汗幼子拖雷的怯薛长
    - 忽的剌·豁儿赤（Qubilai Qorči、قوبلای قورچی），古出古儿之子，担任千户长
      - 察儿·不花（Čar Buqa、Chār Būqā、چاربوقا），忽的剌·豁儿赤之子，效力于拖雷次子元世祖忽必烈
        - 乞兀只（Kiüči、Kīūchī、کیوچی），察儿·不花之子，先效力于阿里不哥家族的明里帖木儿之子明汗，后被派往伊儿汗国